# Hurlements 4
Série Hurlements
Hurlements 3
(1987) Hurlements 5
(1989)
Pour plus de détails, voir Fiche technique et Distribution.
Hurlements 4 (Howling IV: The Original Nightmare) est un film d'horreur britannique réalisé par John Hough et sorti en 1988.

## Synopsis
Marie Adams est un auteur à succès de romans fantastiques. Victime d'une dépression nerveuse à la suite d'incroyables visions surnaturelles, elle est conduite à l'hôpital où personne ne la croit. Ses proches pensent que son imagination si fertile lui joue des tours. Partie en convalescence dans une petite maison perdue au fond des bois, Marie rencontre une ancienne nonne qui lui explique que ces bois sont maudits et la cause de nombreux morts. Il s'y cache des loup-garous avides de sang et de victimes. Marie commence à comprendre le sens de ses visions, encore plus fortes qu'avant...

## Fiche technique
- Musique : David George, Barrie Guard et Justin Hayward
- Photographie : Godfrey A. Godar
- Montage : Malcolm Burns-Errington et Claudia Finkle
- Production : Harvey Goldsmith, Steven A. Lane, Avi Lerner, Robert Pringle, Edward Simons et Harry Alan Towers
- Société de distribution :  Warner Bros
- Langue : anglais

## Distribution
- Romy Windsor : Marie
- Michael T. Weiss : Richard Adams
- Antony Hamilton : Tom
- Susanne Severeid : Janice
- Lamya Derval : Eleanor
- Norman Anstey : le shérif
- Kate Edwards : Mrs. Alice Ormstead
- Dennis Folbigge : Dr. Chuck Coombes